# Casa de Oro-Mount Helix
Casa de Oro-Mount Helix è un census-designated place (CDP) degli Stati Uniti d'America, situato in California, nella contea di San Diego.